# Lucius Verginius Rufus
Lucius Verginius Rufus (14 – 97) působil za císaře Nerona jako správce Horní Germánie. Když se v roce 68 proti císaři vzbouřil v Lugdunské Galii Gaius Julius Vindex, vytáhl proti němu, aby jeho povstání potlačil. Obě vojska se srazila u Vesontia (dnešní Besançon) a Rufus v bitvě zvítězil. Jeho legie jej pak provolaly císařem. On to však odmítl a místo toho se přidal, třebaže váhavě, na stranu dalšího vzbouřence, místodržícího Hispánie Servia Sulpicia Galby. Právě jeho váhání se mu však stalo osudným a Galba jej po nástupu na císařský trůn odvolal z funkce správce Horní Germánie a místo něj dosadil Hordeonia Flacca
Podobná situace se opakovala i po smrti císaře Othona, kdy mu vojáci opět nabídli císařský trůn. On jej však znovu odmítl.
Právě pro jeho celoživotní poctivost a šlechetnost si jej v roce 97 vybral za spolukonzula císař Nerva. Když krátce nato zemřel, byl pohřben na státní útraty a na jeho náhrobek byl vytesán nápis, říkající, že neusiloval o moc pro sebe, nýbrž pro stát. Slavnostní řeč nad jeho hrobem pronesl slavný dějepisec Tacitus.